# Platymantis panayensis
Espèce
Statut de conservation UICN

 EN B1ab(iii) : En danger
Platymantis panayensis est une espèce d'amphibiens de la famille des Ceratobatrachidae.

## Répartition
Cette espèce est endémique de Panay aux Philippines. Elle se rencontre dans l'ouest de l'île entre 400 et 1 750 m d'altitude.

## Description
Platymantis panayensis mesure de 25,4 à 28,0 mm pour les mâles et de 28,4 à 32,2 mm pour les femelles. Son dos varie du jaune maïs au brun foncé avec des taches ou des barres irrégulières noires et parfois une ligne médiane. Ses flancs sont ornés de taches jaune doré ou jaune orangé et plus particulièrement à l'aine. Sa gorge est blanc laiteux ou crème voire bleu pâle.

## Étymologie
Son nom d'espèce, composé de panay et du suffixe latin -ensis, « qui vit dans, qui habite », lui a été donné en référence au lieu de sa découverte, Panay.

## Publication originale
- Brown, Brown et Alcala, 1997 : Species of the hazelae group of Platymantis (Amphibia: Ranidae) from the Philippines, with descriptions of two new species. Proceedings of the California Academy of Sciences, sér. 4, vol. 49, p. 405-421 (texte intégral).